# Delfo Cabrera
Delfo Cabrera Gómez (Armstrong, 2 de abril de 1919 — Buenos Aires, 2 de agosto de 1981) foi um atleta argentino vencedor da maratona nos Jogos Olímpicos de Verão de 1948 em Londres.

## Vida
Nascido na cidade de Armstrong, localizada na província de Santa Fé, Cabrera jogou futebol quando jovem até se decidir pelo atletismo inspirado na vitória de seu compatriota Juan Carlos Zabala nos Jogos Olímpicos de Verão de 1932.
Mudou-se para Buenos Aires em 1938 para iniciar seu treinamento no atletismo com Francisco Walls. No mesmo ano, conquistou sua primeira vitória no campeonato nacional nos 5000 metros. Nos anos seguintes viria a conquistar outros nove primeiros lugares, mas nenhum na maratona.
Cabrera serviu as forças armadas da Argentina durante a Segunda Guerra Mundial no governo de Juan Perón. Após a guerra, tornou-se membro do Partido Justicialista, recebendo inclusive a medalha peronista em 1949.
Mas a primeira grande competição disputada por Cabrera foi os Jogos Olímpicos de Londres, em 1948, recém terminada a Segunda Guerra Mundial, onde competiu na maratona. Étienne Gailly da Bélgica, dominou boa parte da prova e chegou a abrir grande vantagem com relação aos concorrentes. Gailly foi o primeiro a entrar no Estádio de Wembley, ponto final da prova, mas faltando 400 metros e já com seus rivais nos calcanhares, começou a demonstrar exaustão e titubeou em vários momentos. Aproveitando-se da situação, Cabrera e o britânico Thomas Richards ultrapassaram Gailly e travaram uma disputa emocionante pelo primeiro lugar. Delfo Cabrera acabou superando Richards por 16 segundos de vantagem.
Cabrera ainda participou dos Jogos Olímpicos de 1952 em Helsinque, mas terminou a maratona em sexto lugar. Dois anos depois disputou a Maratona de Boston e repetiu sua colocação dos Jogos de 1952 e completou na sexta posição.
Encerrada a carreira, ensinou educação física em diversas escolas. Delfo Cabrera morreu em um acidente de carro em Buenos Aires em 1981.